# Résolution 38 du Conseil de sécurité des Nations unies
Membres permanents
- Chine
- États-Unis
- France
- Royaume-Uni
- URSS

Membres non permanents
- Argentine
- Belgique
- Canada
- Colombie
- Syrie
- RSS d'Ukraine

Résolution no 37 Résolution no 39
La résolution 38 est une résolution du Conseil de sécurité de l'ONU qui a été votée le 17 janvier 1948 concernant la situation au Cachemire, et qui demande :
- aux gouvernements de l'Inde et du Pakistan de prendre toutes les mesures pour améliorer la situation ;
- à ces gouvernements de tenir le conseil de sécurité informé de toute modification de la situation.

Les votes favorables sont ceux de l'Argentine, de la Belgique, du Canada, de la Chine, de la Colombie, des États-Unis, de la France, du Royaume-Uni et de la Syrie.
Les abstentions sont celles de l'Ukraine et de l'URSS.

## Contexte historique
Le démantèlement de l'Empire (anglais) des Indes en 1947 entraîne un changement d'équilibre important dans la sous-région cachemirienne.
À la veille de la décolonisation, l'État princier (native state, selon le lexique britannique de l'époque) du Cachemire est autonome, dirigé par un prince et chef de guerre qui a racheté le territoire pour 7,5 millions de roupies lors du traité d'Amritsar. En vertu de cet accord, il est de facto un homme à la solde du Royaume-Uni, qui garde donc sa tutelle sur le Cachemire par intermédiaire interposé. Ce système d'État princier s’apparente à une variante de la stratégie britannique traditionnelle de contrôle indirect par le truchement d’un (micro) État vassalisé, bénéficiant d’une relative autonomie. Dans le cas du Cachemire, il est intégré au sein même du territoire sous contrôle britannique et confié à un mahârâja de confession opposée à celle de ses sujets. L’association d’un seigneur hindou étranger à une population musulmane marque le début des premières tensions au Cachemire.
Le processus de décolonisation s’engage en 1947. La commission Radcliffe est chargée de tracer les frontières des États indépendants. Elle accorde à trois États princiers le droit de l’autodétermination afin d’être rattaché au Pakistan ou à l’Inde, ou de conserver son autonomie. C'est le cas du Cachemire. Contrairement aux deux autres États princiers qui choisissent le rattachement, le processus aboutit à un conflit armé. Au moment de la Partition, et alors que, finalement, il semble s’orienter vers un rattachement à l’Inde suivant la confession de son prince Hari Singh, le Cachemire est envahi. Le Pakistan orchestre en effet une offensive armée des tribus pachtounes de la province frontalière du Nord-Ouest. Le mahârâja demande l'aide de l'Inde qui s'engage alors dans une guerre avec le Pakistan. C'est le début de la 1re guerre indo-pakistanaise.
Elle ne prend fin qu'avec l’intervention de l’ONU. En 1948, une résolution onusienne demande le retrait des troupes pakistanaises et l’organisation par l’Inde d’un « plébiscite libre et impartial ». Avec l’accord de Karachi, l’ONU impose en juillet 1949 la Line of Control, ligne de cessez-le-feu entre les deux camps, dont l’étanchéité est assurée par une force d’observation. Mais le Pakistan refuse de rendre les territoires conquis qui finissent par constituer une nouvelle province, l’Azad Kashmir (le Cachemire libre). L’Inde en tire argument pour ne pas organiser le référendum qu’elle a toute chance de voir basculer en faveur du Pakistan tant la domination musulmane est écrasante au sein de la population kashmirie. En 1950, un article de la Constitution indienne octroie à l’État de Jammu et Cachemire une relative autonomie vis-à-vis du pouvoir central. Mais ce n’est qu’en 1956 que l’Assemblée constituante de l’État de Jammu et Cachemire vote le rattachement à l’Inde. Néanmoins, le Pakistan maintient son occupation sur le reste du Cachemire.
(Issu de l'article : Histoire du Cachemire)

## Texte
- Résolution 38 sur fr.wikisource.org
- Résolution 38 sur en.wikisource.org